# Partysan
Partysan ist Deutschlands erstes Techno- und House-Fanzine (Szene-Magazin) im DIN A6-Format, das Veranstaltungsankündigungen (Kopien von Flyern) und dazugehörige Club- bzw. Veranstaltungsrezensionen kostenlos verteilt. Daneben veranstalten die Macher auch eigene Events. Partysan wurde erstmals im Mai 1994 in München veröffentlicht und hat bis in die Gegenwart hinein einen festen Platz in der deutschen Partyszene für elektronische Tanzmusik.

## Geschichte
Die Gründer Bob Shahrestani, Thomas Kleutgen, Kerstin Greiner und Daniel Dietzmann sammeln die Flut von Flyern als erste, um sie in einem A6 Magazin zu verlegen. Ab 1993/94 wurden eigene Veranstaltungen organisiert und 1995 die ersten Ableger des Partysanen gegründet. Zeitweise wurden bis zu 14 Regionalausgaben produziert. Ursprüngliche Büros waren auf dem Kasernengelände Domagkstrasse in München, heute in Berlin. Derzeit werden 12 Regionalausgaben verlegt und in Clubs, Bars, Szenetreffs und Szeneshops verteilt.

## Veranstaltungen
Die Partysanen treten seit den 90er Jahren auch als Reise- und Eventveranstalter auf, u. a. Rave & Cruise, Thaibreak, Sunflower Festival, Rave On Snow, Partysan Yachting und der Demonstration Fight the Power.
Für die ein- oder zweiwöchige Reisen wie Rave & Cruise wurden bspw. im Mittelmeer Kreuzfahrtschiffe gechartert, mit DJ-Pulten, Sound- und Lichtanlagen auf dem Freideck ausgestattet, international bekannte (oder auch unbekannte) DJs gebucht und mit den jeweils rund 300 Gästen Partys auf hoher See oder in den Clubs der angelaufenen Häfen gefeiert. Aber auch mit dem Flieger ging es zunächst nach Kenia, von dort aufs Schiff und dann für eine Woche in eine komplett gebuchte Hotelanlage am Strand.
Der jüngste Spross in der Partysan-Reisedynastie ist das Yachting, bei dem Seereisen auf der „blauen Route“ in der Türkei angeboten werden, nur dass hier Schiffe mit max. 8 Plätzen gechartert werden und somit je nach Buchungen eine kleine Armada übers Meer segelt.
Saisonal genau gegenteilig verliefen die Rave & Snow Events: Im schneesicheren Saalbach-Hinterglemm wurden tagsüber an den Pisten DJ-Sets initiiert, nachts die Clubs vor Ort bespielt und mit bis zu 10.000 Gästen quasi das ganze Dorf befeiert.
Das Reiseformat Thaibreak findet, so wie es schon der Name sagt, jeweils jährlich für ca. zwei bis vier Wochen in Thailand statt; und zwar auf einer Insel im Golf von Thailand (bis 2011 auf Koh Phangan, der Schwesterinsel von Ko Samui; 2012 erstmals auf Koh Mak, einer kleineren Insel bei Koh Chang). Die Gäste des Events wohnen hierbei direkt am Strand und genießen das Klima, das Essen, das Strandleben und die jeweils an unterschiedlichen Orten täglich neu inszenierten DJ-Sets.

## Verbreitung
Der Partysan ist, mit Ausnahme der Ausgabe NRW, nicht IVW-geprüft. Die Gesamtzahl liegt laut eigenen Mediadaten 2006 etwa bei 330.000 Exemplaren (Deutschland: 165.000). Regionalbüros gibt es in Berlin, München, Stuttgart, Düsseldorf, Hamburg und Frankfurt und international in Österreich, Schweiz, Spanien, Griechenland, Ungarn, Tschechien, Thailand und Australien. Seit Juni 2008 erscheint Partysan auch auf Ibiza.
Online wird der Content der Magazine ebenfalls kostenlos vertrieben und mit zusätzlichem Webcontent angereichert. Kernstück des Onlineauftritts ist die Community, welche nach Verlagsangaben ca. 38.000 registrierte Nutzer zählt. Der Netzwerk-Gedanke wird hierbei besonders betont. Aufgrund der regionalen Eigenheiten der jeweiligen Clubszene und der Notwendigkeit einer flächendeckenden Finanzierung durch Anzeigen lokaler Inserenten im Stil eines Profitcenters, arbeiten die Regionalausgaben zwar kooperativ, aber vor allem unabhängig.
Im Jahre 2014 wurden alle Partysan-Regionalbüros aufgelöst. Eine Ausnahme ist Berlin. Hier erscheint nach wie vor eine monatliche Partysan-Printausgabe, die vom Partysan Berlin-Brandenburg Verlag UG unter der Leitung vom Kulturmedien-Manager Daniel Goslar herausgegeben wird. Zum Partysan gibt es seit August 2014 einen neuen Blog rund um die Welt der elektronischen Musik mit Fokus auf Berlin.